# رو شیر
رو شیر یک ستاره است که در صورت فلکی شیر قرار دارد.